# We Are Born
„We Are Born” este cel de-al cincilea album de studio al cantautoarei australiane Sia. Acesta a fost lansat pe data de 18 iunie 2010.

## Ordinea pieselor pe disc
| Nr. | Titlu                               | Textier(i)                           | Durată | Note |
| --- | ----------------------------------- | ------------------------------------ | ------ | ---- |
| 01. | „The Fight”                         | Sia Furler, Dan Carey                | 3:39   | —    |
| 02. | „Clap Your Hands”                   | Sia Furler, Samuel Dixon             | 3:58   | [A]  |
| 03. | „Stop Trying”                       | Sia Furler, Greg Kurstin             | 2:40   | —    |
| 04. | „You've Changed”                    | Sia Furler, Lauren Flax              | 3:11   | [A]  |
| 05. | „Be Good to Me”                     | Sia Furler, Jesse Graham, Simon Katz | 3:57   | —    |
| 06. | „Bring Night”                       | Sia Furler, Greg Kurstin             | 2:57   | [A]  |
| 07. | „Hurting Me Now”                    | Sia Furler, Greg Kurstin             | 3:26   | —    |
| 08. | „Never Gonna Leave Me”              | Sia Furler, Greg Kurstin             | 3:34   | —    |
| 09. | „Cloud”                             | Sia Furler, Samuel Dixon             | 3:43   | —    |
| 10. | „I'm in Here”                       | Sia Furler, Samuel Dixon             | 3:41   | —    |
| 11. | „The Co-Dependent”                  | Sia Furler, Greg Kurstin             | 2:55   | —    |
| 12. | „Big Girl Little Girl”              | Sia Furler, Henry Binns              | 4:18   | —    |
| 13. | „Oh Father”                         | Madonna, Patrick Leonard             | 4:29   | —    |
| 14. | „I'm in Here” (Piano/Vocal Version) | Sia Furler, Samuel Dixon             | 3:47   | —    |

Note
- A ^ Extras pe disc single.

## Clasamente
| Țară (clasament)                             | Poziția maximă | Referință |
| 2010-2011                                    | 2010-2011      | 2010-2011 |
| -------------------------------------------- | -------------- | --------- |
| Australia (ARIA – Australian Albums)         | 41             | [ 13 ]    |
| Belgia - Flandra (Ultratop – Belgian Albums) | 80             | [ 13 ]    |
| Belgia - Valonia (Ultratop – Belgian Albums) | 42             | [ 13 ]    |
| Danemarca (Tracklisten – Danish Albums)      | 14             | [ 13 ]    |
| Elveția (Swiss Hitparade – Swiss Albums)     | 38             | [ 13 ]    |
| Finlanda (ÄKT – Finnish Albums)              | 24             | [ 13 ]    |
| Franța (SNEP – French Albums)                | 42             | [ 13 ]    |
| Germania (Media Control – German Albums)     | 73             | [ 13 ]    |
| Grecia (IFPI Greece – Greek Albums)          | 9              | [ 13 ]    |
| Țările de Jos (GfK – Dutch Albums)           | 13             | [ 13 ]    |
| Regatul Unit (OCC – UK Albums)               | 74             | [ 14 ]    |
| Statele Unite ale Americii (Billboard 200)   | 37             | [ 15 ]    |

## Certificări
| \| Țara \| Vânzări/ puncte \| Certificare \| Referințe \| \| --------- \| --------------- \| ----------- \| --------- \| \| Australia \| +35,000 \| \| [16] \| | Note - reprezintă „disc de aur”; |             |           |
| Țara | Vânzări/ puncte                  | Certificare | Referințe |
| Australia | +35,000                          |             | [ 16 ]    |